# Stef Penney
Stef Penney (Edimburgo, 1969) è una scrittrice scozzese.

## Biografia
Nata nel 1969 nella capitale scozzese, vive e lavora a Londra.
Dopo la laurea in Filosofia e Teologia all'Università di Bristol, ha studiato cinematografia al Bournemouth College of Art, realizzando tre cortometraggi prima di essere selezionata dalla ITV Carlton Television e lavorare per il cinema e la televisione come regista e sceneggiatrice.
Ha esordito nel 2006 con il romanzo La tenerezza dei lupi, parte giallo storico e parte western ambientato in Canada nel 1860 grazie al quale ha ottenuto due riconoscimenti ai Costa Book Awards.
Poco propensa a concedere interviste, ai tempi della stesura del primo romanzo ha sofferto di agorafobia e non ha potuto visitare il Canada, attingendo la sua documentazione alla British Library.

## Opere

### Romanzi
- La tenerezza dei lupi (The Tenderness of Wolves, 2006), Torino, Einaudi, 2008 traduzione di Norman Gobetti ISBN 978-88-06-18808-5.
- The Invisible Ones (2011)
- Under A Pole Star (2016)

## Filmografia

### Cortometraggi
- You Drive Me (1996) (regia e sceneggiatura)

### Serie TV
- Capital Lives (1994-1995) (sceneggiatura episodio 2x04)

## Premi e riconoscimenti
- Costa Book Awards: 2006 vincitrice nella categoria "Miglior Romanzo d'esordio" e "Libro dell'anno" con La tenerezza dei lupi
- Theakston's Old Peculier Crime Novel of the Year Award: 2008 vincitrice con La tenerezza dei lupi[9]